# O Inventor de Sonhos
O Inventor de Sonhos é um filme brasileiro de 2013, do gênero drama histórico, dirigido por Ricardo Nauenberg. Conta com Ícaro Silva, Miguel Thiré e Sheron Menezzes como protagonistas em uma história que se passa no Brasil de 1808.

## Sinopse
No Rio de Janeiro, em 1808, José Trazimundo (Ícaro Silva) é filho de uma escrava e de um artista europeu, o qual não chegou a conhecer, e Luís Bernardo (Miguel Thiré) é filho de um duque português que veio ao Brasil integrando a comitiva real portuguesa. Os dois jovens se tornam amigos quando José tenta descobrir mais sobre seu pai. Entretanto, essa amizade se estremece quando eles descobrem que disputam o amor da bela Íainha, uma escrava.

## Elenco
| Ator/Atriz              | Personagem                |
| ----------------------- | ------------------------- |
| Ícaro Silva             | José Trazimundo           |
| Miguel Thiré            | Luís Bernardo             |
| Sheron Menezzes         | Iaínha                    |
| Luiz Carlos Vasconcelos | Timóteo                   |
| Guilhermina Guinle      | Laura Leonor              |
| Ricardo Blat            | Vilaça                    |
| Stênio Garcia           | Aristides                 |
| Ricardo Petráglia       | John Bradlock             |
| Emílio Orciollo Netto   | Sargento Libório          |
| Osvaldo Mil             | Capitão Pedro Américo     |
| Edmilson Barros         | Sarraceno                 |
| Catarina Abdalla        | Dona Anelena              |
| Roberto Bonfim          | Eustáquio                 |
| Michel Bercovitch       | Jean Louis                |
| Letícia Spiller         | Noémie Thierry            |
| Fernando Alves Pinto    | Dom Pedro                 |
| Guilherme Piva          | Chalaça                   |
| Débora Nascimento       | Matilda                   |
| Lui Mendes              | Gumó                      |
| Sérgio Mamberti         | Duque de Alva             |
| Anderson Muller         | Soldado Coxo              |
| Tatsu Carvalho          | Soldado                   |
| Dida Camero             | Duquesa Mariana           |
| Miguel de Oliveira      | José Trazimundo (criança) |
| Igor Rudolf             | Luís Bernardo (criança)   |
| Sarah Serafim           | Iaínha (criança)          |
| Dani Ornellas           | Dindara                   |
| Carlos Thiré            | Jan Lesgot                |
| Paulo Vespúcio          | Macamboa                  |
| Matheus Nachtergaele    | Luís Nascimento           |
| Isabel Lobo             | Dama de Carlota           |
| Stela Celano            | Dama de Carlota           |
| Roumer Canhães          | Assistente do Mercador    |
| Walney Costa            | Mercador                  |

## Recepção
O filme foi amplamente criticado pelos especialistas em cinema tendo uma repercussão muito negativa, sobretudo por seu excesso de personagens sem funções e o fraco roteiro, escrito por icardo Nauenberg e Adriana Falcão. No site IMDb, conta com uma média de 3,8 de 10 pontos com base em 12 avaliações. No site AdoroCinema, O Inventor de Sonhos possui 1,1 de 5 estrelas com base em avaliações da imprensa brasileira.
David Arrais, em sua crítica ao Cinema com Rapadura, escreveu: "O grande número de personagens se mostra inútil, pois nenhum deles possui qualquer sinal de profundidade. O fiapo de motivação do protagonista acaba diluído em meio a tantos problemas na narrativa. [...] A montagem é trôpega, chegando ao absurdo de reutilizar cenas dentro de uma mesma sequência."
Ely Azeredo, do O Globo, disse: "Proezas computadorizadas, como visões “aéreas” da cidade, cativam os olhos. Mas talvez o desencontro com os personagens históricos desperte saudades da incorreção política de Carlota Joaquina, princesa do Brazil, de 1995, a festa da “retomada” do cinema brasileiro."